# Damian van Bruggen
Damian van Bruggen (Utrecht, 18 de marzo de 1996) es un futbolista neerlandés. Juega como mediocampista y su equipo es el Vejle Boldklub de la Superliga de Dinamarca.

## Trayectoria
Van Bruggen inicio en Almere City, tiempo después fue contratado por la academia juvenil del AFC Ajax al comienzo de la temporada 2011-12. En marzo de 2013, Van Bruggen firmó su primer contrato profesional con el Ajax, a la edad de 16 años.
Van Bruggen hizo su debut profesional con el Jong Ajax como sustituto en el minuto 61 de Ricardo van Rhijn en un partido de la Eerste Divisie contra Fortuna Sittard el 16 de agosto de 2014.
Se fue a préstamo por una temporada al VVV-Venlo de la Eredivisie en agosto de 2017.

## Clubes
| Club                     | País         | Año       |
| ------------------------ | ------------ | --------- |
| Jong Ajax                | Países Bajos | 2014-2016 |
| Jong PSV                 | Países Bajos | 2016-2017 |
| VVV-Venlo (cesión)       | Países Bajos | 2017-2018 |
| VVV-Venlo                | Países Bajos | 2018-2020 |
| N. K. Inter Zaprešić     | Croacia      | 2020      |
| N. K. Slaven Belupo      | Croacia      | 2020-2022 |
| N. K. Olimpija Ljubljana | Eslovenia    | 2022      |
| Almere City F. C.        | Países Bajos | 2022-2024 |
| Vejle Boldklub           | Dinamarca    | 2024-     |